# Racławice (powiat gorlicki)

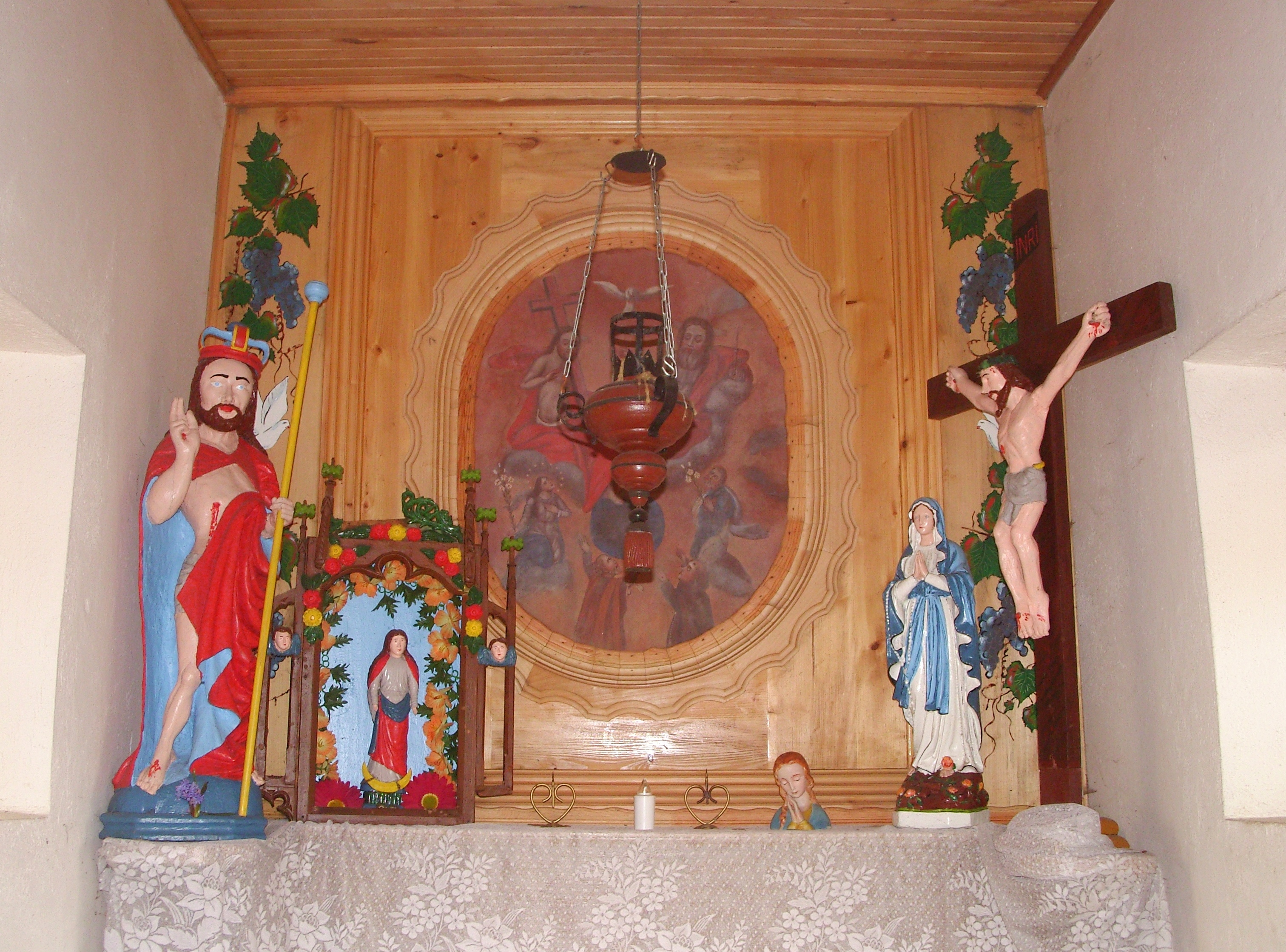
Ołtarz zabytkowej kapliczki

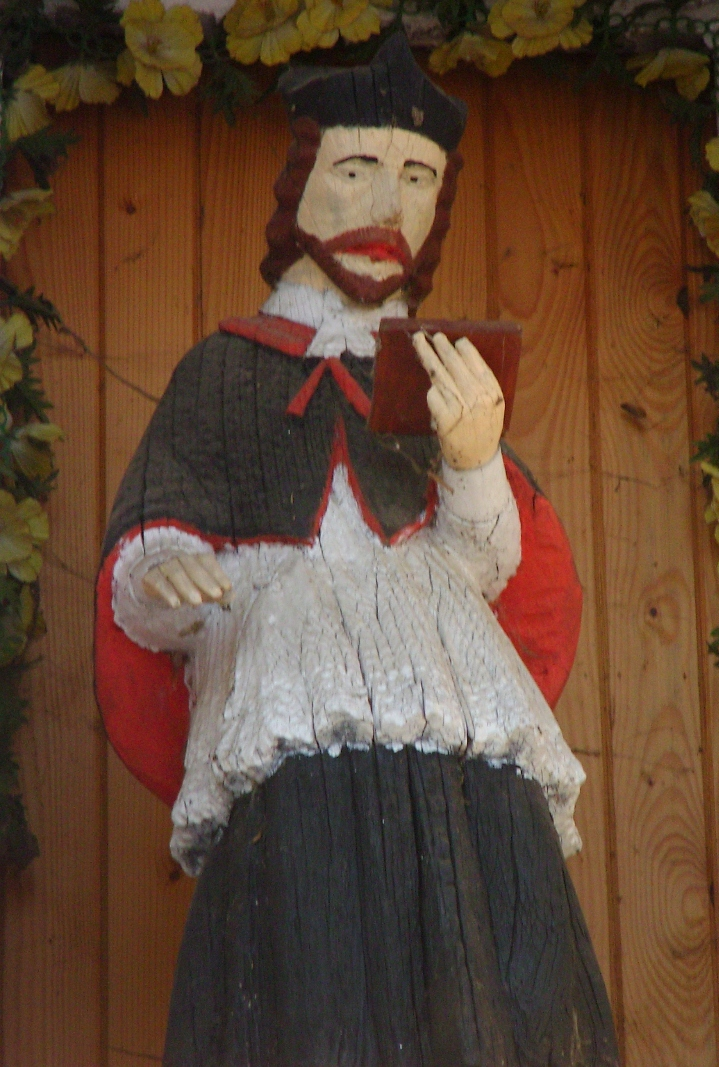
Nepomuk we wnęce kapliczki

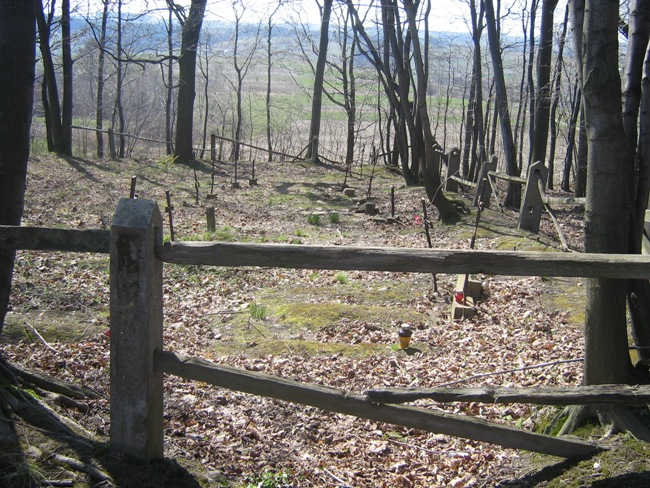
Cmentarz wojenny nr 111

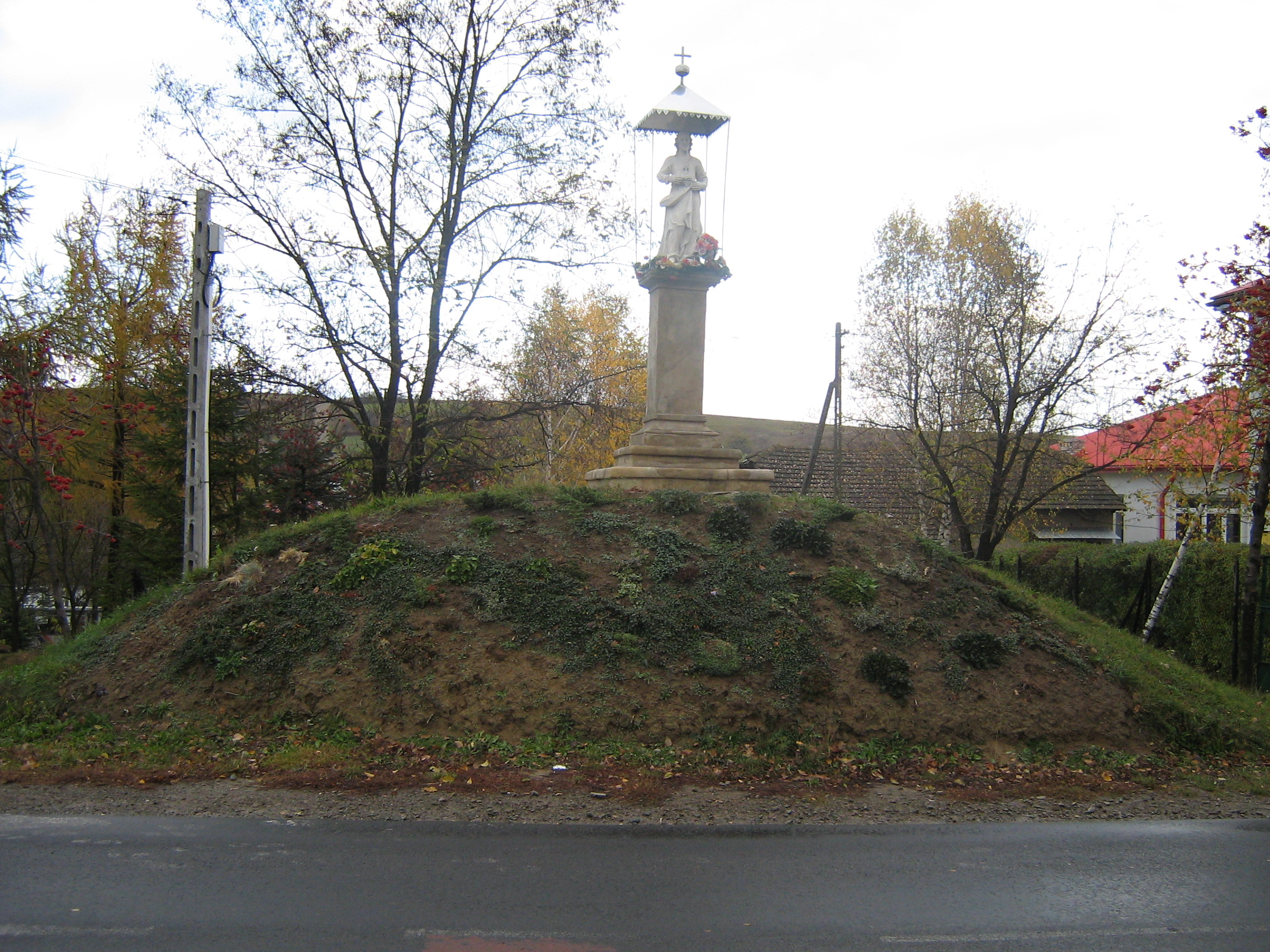
Kurhan – Szwedzka mogiła

Racławice – wieś w Polsce, położona w województwie małopolskim, w powiecie gorlickim, w gminie Biecz, w dolinie potoku Sitniczanka i na wznoszących się nad nią wzgórzach Pogórza Ciężkowickiego.
W latach 1975–1998 miejscowość należała administracyjnie do województwa krośnieńskiego.
Wierni Kościoła rzymskokatolickiego należą do parafii pw. św. Andrzeja Apostoła w Rożnowicach.

## Integralne części wsi
| SIMC    | Nazwa   | Rodzaj    |
| ------- | ------- | --------- |
| 0345118 | Dział   | część wsi |
| 0345124 | Granice | część wsi |
| 0345130 | Wyręby  | część wsi |

## Historia
Według Jana Długosza wieś wzmiankowana już była w 1235 i należała do Cedrona Teodora Jaksy herbu Gryf – wojewody krakowskiego. Miejscowość znajdowała się na ważnym szlaku komunikacyjnym łączącym Kraków z Bieczem. Wieś była często nawiedzana przez epidemie, w tym cholery, a także powodzie oraz kilkukrotne pożary, ostatni miał miejsce czwartego października 1949 r. w wyniku którego doszczętnie spłonęło 7 gospodarstw, w tym 17 budynków. 21 lipca 2017 roku wieś nawiedziła gwałtowna nawałnica, wskutek której zostało uszkodzonych kilkanaście słupów wysokiego napięcia, zniszczone zostały zabudowania gospodarcze, kilka domów straciło poszycia dachowe, a silny wiatr połamał wiele drzew, w tym wiekowe dęby i jesiony. Uszkodzona została zabytkowa kaplica Duranów.
26 lipca 1910 roku w okresie zaboru austriackiego została powołana przez ówczesną Radę Gminy jednoklasowa szkoła mieszana. W 1927 roku założono ochotniczą straż pożarną na terenie Racławic, której pierwszym komendantem został Andrzej Olbrych, a prezesem Wojciech Róż.
28 maja 1945 roku w trakcie wyrębu lasu śmierć poniosło trzech młodych obywateli miejscowości mieszkających nad kapliczką, byli to bracia: 16 letni Edward i 19 letni Wilhelm Duran oraz ich 20 letni kuzyn Adam, którzy zostali śmiertelnie ranieni w trakcie wybuchu miny pozostawionej przez Niemców w czasie szybkiej ucieczki przed Armią Czerwoną. Jeden z nich po zawierusze wojennej planował wstąpić do seminarium duchownego. Pogrzeb ten zgromadził wielu mieszkańców Racławic, Rożnowic, a także okolicznych miejscowości i stał się wielka manifestacją niepodległościową. Wszyscy trzej spoczywają na cmentarzu parafialnym w pobliskich Rożnowicach.

## Zabytki
Obiekty wpisane do rejestru zabytków nieruchomych województwa małopolskiego.
- cmentarz wojenny nr 111 – miejsce pochówku żołnierzy poległych podczas bitwy pod Gorlicami w 1915 roku, w trakcie I wojny światowej. Zwłoki z terenu wioski były przewożone na grunt należący do rodziny Olbrychów na wozach zaprzężonych w krowy przez Wojciecha Durana wraz ze swoją bratową Anielą, której mąż w tym czasie brał udział w walkach frontowych. Na cmentarzu spoczywa również jeden żołnierz niemiecki poległy pod koniec drugiej wojny światowej, od zbłąkanej kuli samolotowej 16 stycznia 1945 roku.

### Inne zabytki
- kaplica Trójcy Świętej – zbudowana około 1850 r.[10] z fundacji Macieja Duran. Wzniesiona z kamienia, otynkowana, na wysokim podmurowaniu, kryta dachówką. Szczyt wydzielony gzymsem, a w nim prostokątna wnęka z polichromowaną figurą św. Jana Nepomucena z połowy XIX wieku. Dach kryty dachówką, dwuspadowy. Okna niewielkich rozmiarów rozmieszczone symetrycznie po stronie wschodniej i zachodniej.

Wyposażenie:
- ołtarz ludowy z obrazem Trójcy Świętej, z XIX wieku;
- rzeźba Chrystusa Zmartwychwstałego o cechach późnogotyckich (XVI w.) z późniejszą koroną;
- krucyfiks ludowy z XVIII–XIX wieku;
- neogotycki ołtarzyk Najświętszej Panny Maryji Niepokalanie Poczętej w rzeźbionym obramowaniu, ludowy z XIX wieku;
- zabytkowa drewniana, zdobiona malowidłami i złoceniami lampa.

Obiekt został poddany gruntownej renowacji w 2005 roku.
Klucz od kaplicy znajduje się w domu rodziny Duran mieszkającej nad obiektem, nr domu 104.
- cmentarz choleryczny – założony na stoku południowym od centrum miejscowości, w przysiółku Wygon, po pierwszej epidemii cholery zawleczonej najprawdopodobniej przez powstańców powracających z walk Powstania Listopadowego. Cmentarz był użytkowany kilkukrotnie. Obecnie jego miejsce wskazuje drewniany krzyż pośród zadrzewień.
- szwedzka mogiła – w pobliżu szkoły zachował się kurhan zwany przez mieszkańców szwedzką mogiłą. Według podań ustnych jest on miejscem pochówku 30 okolicznych chłopów poległych w walce ze Szwedami w trakcie potopu szwedzkiego 22 października 1631 lub w 1655 roku. Istnieje hipoteza, że jest on miejscem pogańskiego kultu sprzed przyjęcia chrześcijaństwa przez ludność na tych ziemiach. Na szczycie kurhanu stoi figura Najświętszego Serca Pana Jezusa, ufundowana w 1811 roku przez ówczesnego proboszcza rożnowickiego ks. Chalińskiego, odnowiona w 2005 roku.